# Konami
Konami Holdings Corporation là một tập đoàn giải trí và kinh doanh của Nhật Bản. Công ty phân phối sản phẩm (sản xuất và phân phối thẻ bài giao dịch, anime, tokusatsu, máy đánh bạc, máy pachinko và máy game thùng), nhà phát triển và phát hành trò chơi điện tử. Công ty có sòng bạc trên khắp thế giới và điều hành các câu lạc bộ thể dục thể chất và sức khỏe trên khắp Nhật Bản.
Loạt sản phẩm trò chơi điện tử của Konami gồm có Metal Gear, Silent Hill, Castlevania, Contra, Frogger, Tokimeki Memorial, Parodius, Gradius, Yu-Gi-Oh!, Suikoden, và Pro Evolution Soccer. Ngoài ra Konami còn sở hữu Bemani, nổi tiếng với Dance Dance Revolution và Beatmania cũng như tài sản của cựu công ty Hudson Soft như Bomberman, Adventure Island, Bonk và Star Soldier. Konami là công ty trò chơi điện tử lớn thứ 19 trên thế giới tính theo doanh thu. Konami cũng sản xuất Yu-Gi-Oh Trading Card Game.
Konami do Kōzuki Kagemasa, hiện vẫn là chủ tịch hội đồng quản trị của công ty, thành lập từ năm 1969 với tư cách là một công ty cho thuê và sửa chữa máy hát đĩa tự động ở Toyonaka, Osaka, Nhật Bản. Cái tên Konami là sự kết hợp giữa Kozuki Kagemasa, Nakama Yoshinobu, và Miyasako Tatsuo.
Konami hiện có trụ sở tại Tokyo. Tại Hoa Kỳ, Konami quản lý hoạt động kinh doanh trò chơi điện tử tại Aviation Blvd, California và kinh doanh sòng bạc ở Paradise, Nevada. Các hoạt động gaming ở Úc được đặt tại Sydney. Tính đến tháng 3 năm 2019, công ty sở hữu 22 công ty con hợp nhất trên toàn thế giới.

## Lịch sử

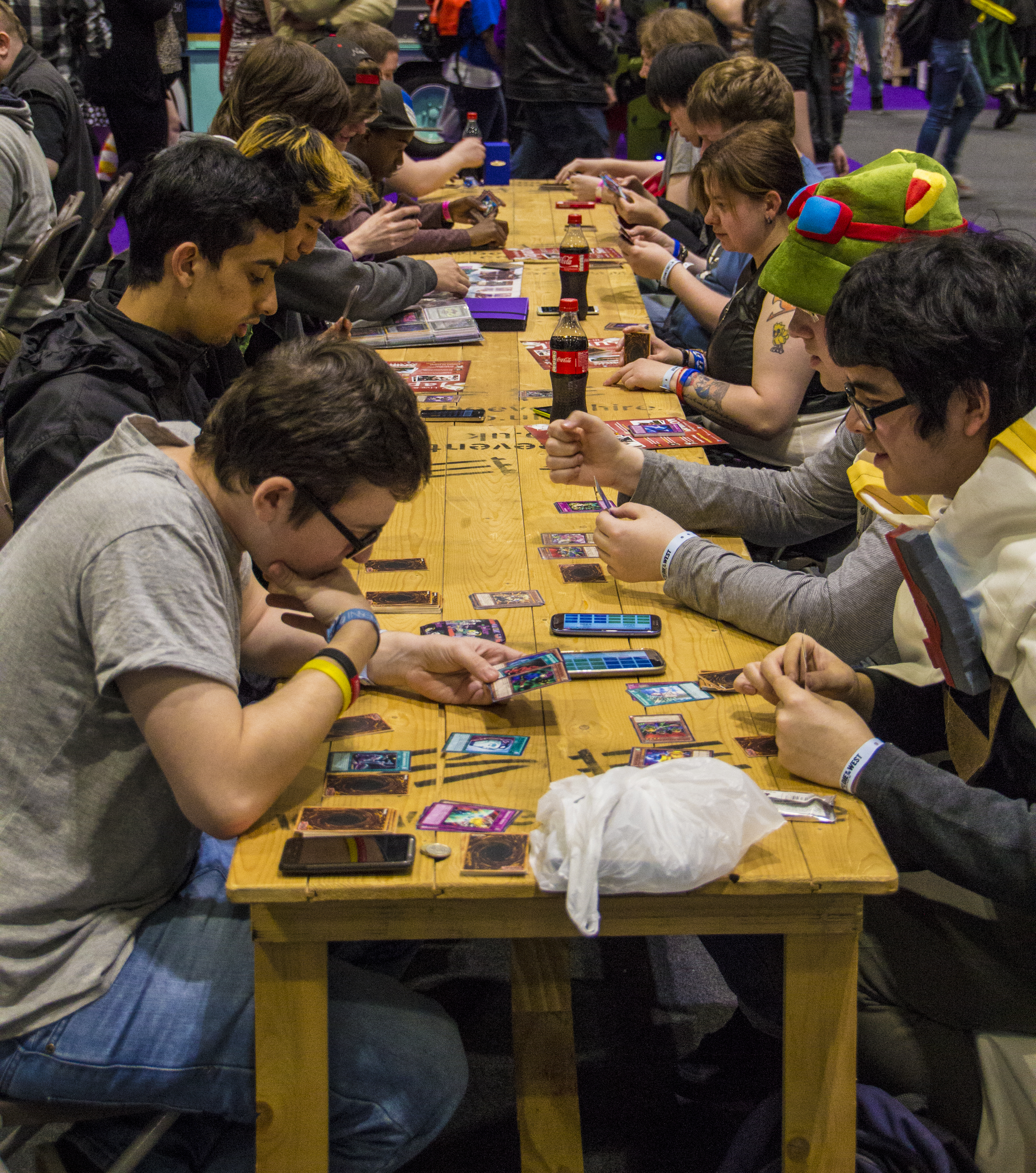
Yu-Gi-Oh! Trading Card Game được phát triển và xuất bản bởi Konami. Trong năm 2011, Guinness World Records gọi nó là trò chơi giao dịch thẻ bài bán chạy nhất trong lịch sử, với 25,2 tỷ thẻ được bán trên toàn thế giới.

Công ty thành lập ngày 21 tháng 3 năm 1969 và lấy tên chính thức là Konami Industry Co., Ltd. (コナミ工業株式会社 Konami Kōgyō Kabushiki Gaisha) vào ngày 19 tháng 3 năm 1973. Người sáng lập và chủ tịch hiện tại của công ty, Kozuki Kagemasa, trước đây điều hành một công ty cho thuê và sửa chữa máy hát tự động ở Toyonaka, Osaka trước khi chuyển đổi công ty thành một công ty sản xuất trò chơi điện tử. Trò chơi hoạt động bằng đồng xu đầu tiên phát hành vào năm 1978 và bắt đầu xuất khẩu sản phẩm sang Hoa Kỳ vào năm sau đó.
Konami bắt đầu đạt được thành công với các tựa trò chơi gây tiếng vang vào những năm 1981 như Frogger, Scramble, và Super Cobra, đa phần đã được cấp phép để phát hành rộng rãi, bao gồm Stern Electronics và Gremlin Industries. Cuối cùng họ quyết định thành lập công ty con, Konami of America, Inc. vào năm 1982. Trong giai đoạn này Konami bắt đầu mở rộng kinh doanh trò chơi điện tử lên thị trường gia đình sau một thời gian ngắn phát hành cho hệ máy Atari 2600 năm 1982 ở thị trường Mỹ. Công ty cũng phát hành nhiều trò chơi cho máy vi tính gia đình MSX vào năm 1983, tiếp theo là Nintendo Entertainment System vào năm 1985. Nhiều thương hiệu Konami được thành lập trong giai đoạn này trên cả hai nền tảng, cũng như các trò chơi trò chơi thùng, như Gradius, Castlevania, Twin Bee, Ganbare Goemon, Contra và Metal Gear. Do sự thành công của các trò chơi NES, thu nhập của Konami đã tăng từ 10 triệu đô la năm 1987 lên 300 triệu đô la vào năm 1991.
Vào tháng 6 năm 1991, tên hợp pháp của Konami đã được đổi thành Konami Co., Ltd. (コナミ株式会社 Konami Kabushiki Gaisha). Và trụ sở chính sau đó được chuyển đến Minato, Tokyo vào tháng 4 năm 1993. Công ty bắt đầu hỗ trợ những trò chơi 16 bit, bắt đầu với Super NES vào năm 1990, tiếp theo là PC Engine vào năm 1991 và Sega Genesis vào năm 1992.
Sau khi Sega Saturn và PlayStation ra mắt vào năm 1994, Konami trở thành một tập đoàn với sự thành lập của nhiều công ty con Konami Computer Entertainment (KCE) khác nhau, bắt đầu với KCE Tokyo và KCE Osaka (sau này được gọi là KCE Studios) vào tháng 4 năm 1995, tiếp theo là KCE Japan (sau này được gọi là Kojima Productions) vào tháng 4 năm 1996. Mỗi công ty con của KCE tạo ra các sản phẩm trí tuệ khác nhau như loạt Silent Hill của KCE Tokyo và Metal Gear Solid của KCE Japan (hồi sinh của loạt Metal Gear trên MSX). Năm 1997, Konami bắt đầu sản xuất các trò chơi theo nhịp điệu dưới thương hiệu Bemani và cả kinh doanh trò chơi sưu tập thẻ bài với sự ra mắt của Yu-Gi-Oh! Trading Card Game.
Vào tháng 7 năm 2000, tên tiếng Anh hợp pháp của công ty đã được thay đổi một lần nữa thành Konami Corporation, tuy nhiên, tên pháp lý tiếng Nhật vẫn giữ nguyên. Khi công ty chuyển sang phát triển video trò chơi cho các máy chơi trò chơi thế hệ thứ sáu, họ cũng kinh doanh sang mảng sức khỏe và thể dục với việc mua lại People Co., Ltd và Daiei Olympic Sports Club, Inc., đã trở thành công ty con của Konami. Vào tháng 8 năm 2001, Konami đầu tư vào một nhà phát triển trò chơi video khác, Hudson Soft, trở thành công ty con hợp nhất sau khi Konami chấp nhận các cổ phiếu mới của bên thứ ba do họ phát hành. Vào tháng 3 năm 2006, Konami sáp nhập tất cả các đơn vị phát triển trò chơi video thành một công ty con mới được gọi là Konami Digital Entertainment Co. (KDE), vì công ty mẹ đã trở thành công ty mẹ thuần túy. Trụ sở được di dời một lần nữa, lần này là Minato, Tokyo, vào năm 2007.
Việc sáp nhập Hudson Soft trong năm 2012 dẫn đến việc bổ sung một số thương hiệu khác bao gồm: Adventure Island, Bonk, Bloody Roar, Bomberman, Far East of Eden và Star Soldier.
Tháng 4 năm 2015, Konami đã tự xóa khỏi thị trường chứng khoán New York sau khi giải thể công ty con Kojima Productions. Trong một cuộc phỏng vấn với Nikkei Trendy Net được công bố vào sau đó, CEO mới của Konami Digital Entertainment, Hayakawa Hideki thông báo Konami sẽ tập trung vào mảng trò chơi trên di động, "Điện thoại di động chính là tương lai của ngành trò chơi điện tử." Tên thương mại của công ty được đổi từ Konami Corporation thành Konami Holdings Corporation trong cùng tháng.
Năm 2017, Konami thông báo họ sẽ phát hành một số tựa trò chơi nổi tiếng khác sau thành công của Super Bomberman R trên Nintendo Switch.
Đầu năm 2020, Konami chuyển trụ sở chính của họ đến quận Ginza của Tokyo, nơi có cơ sở tổ chức các sự kiện esports cũng như trường học dành cho người chơi esports.

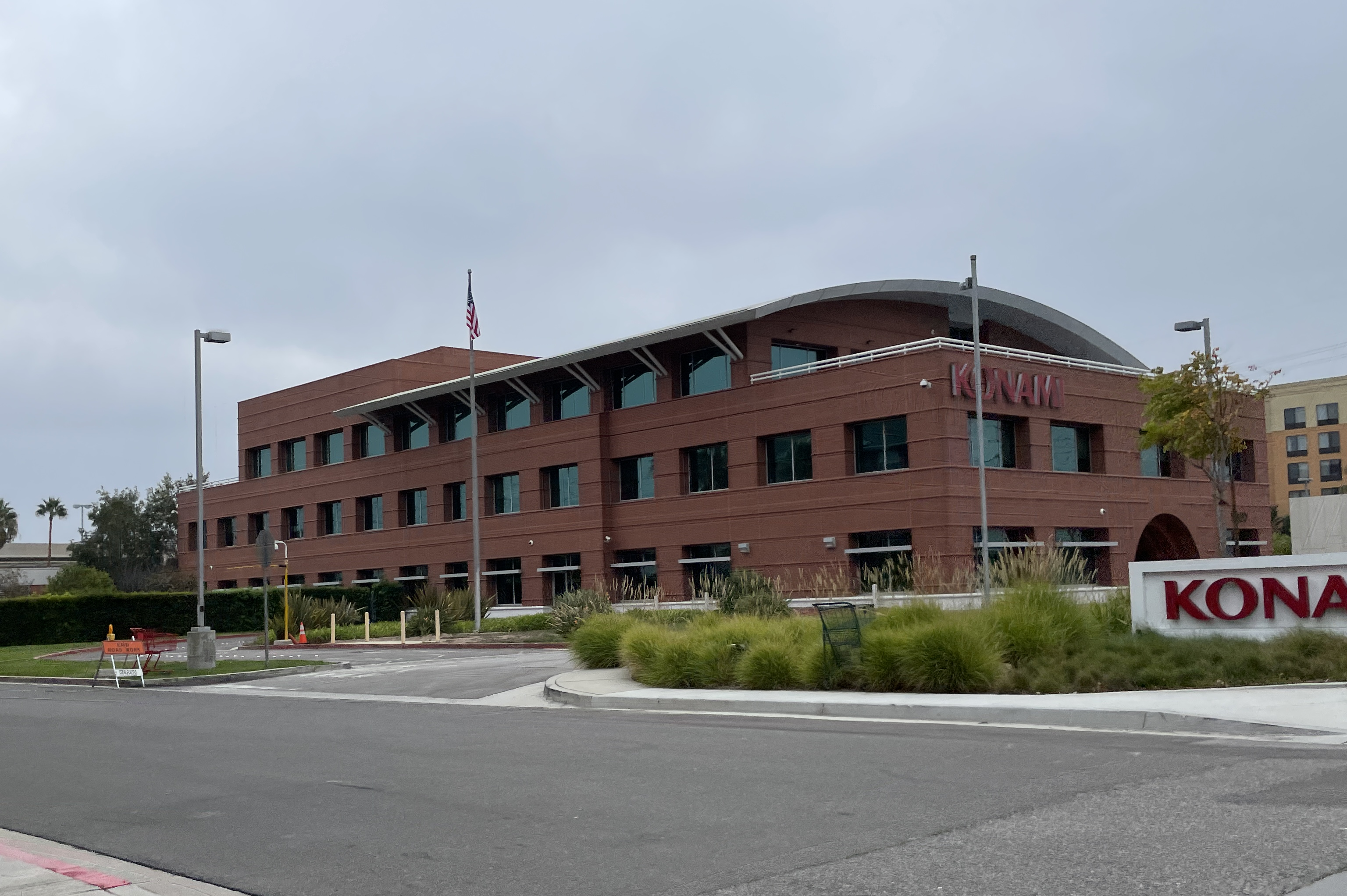
Trụ sở chính của Konami Digital Entertainment ở Bắc Mỹ tại Hawthorne, California

Ngày 25 tháng 1 năm 2021 Konami công bố một cuộc tái cơ cấu lớn của Konami Digital Entertainment, bao gồm việc giải thể Product Divisions 1, 2 và 3 để hợp nhất lại thành một cấu trúc mới sẽ được công bố vào thời gian sau. Konami khẳng định điều này sẽ không ảnh hưởng đến cam kết của họ đối với trò chơi video và chỉ là hoạt động tái cấu trúc nội bộ.

## Cấu trúc tập đoàn

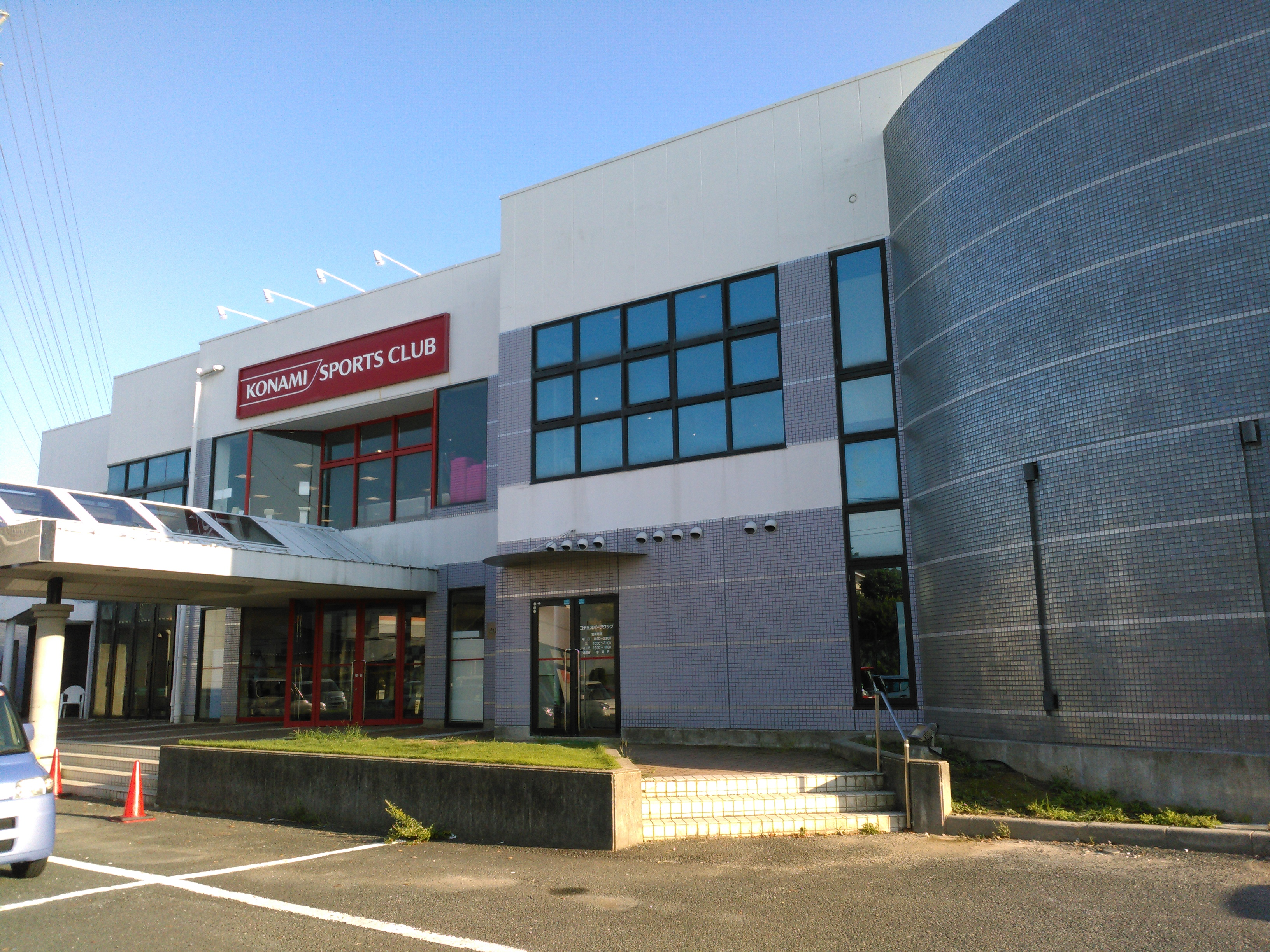
Konami Sports Club ở Toyohashi. Konami Sports & Life điều hành các câu lạc bộ thể dục trên khắp Nhật Bản.

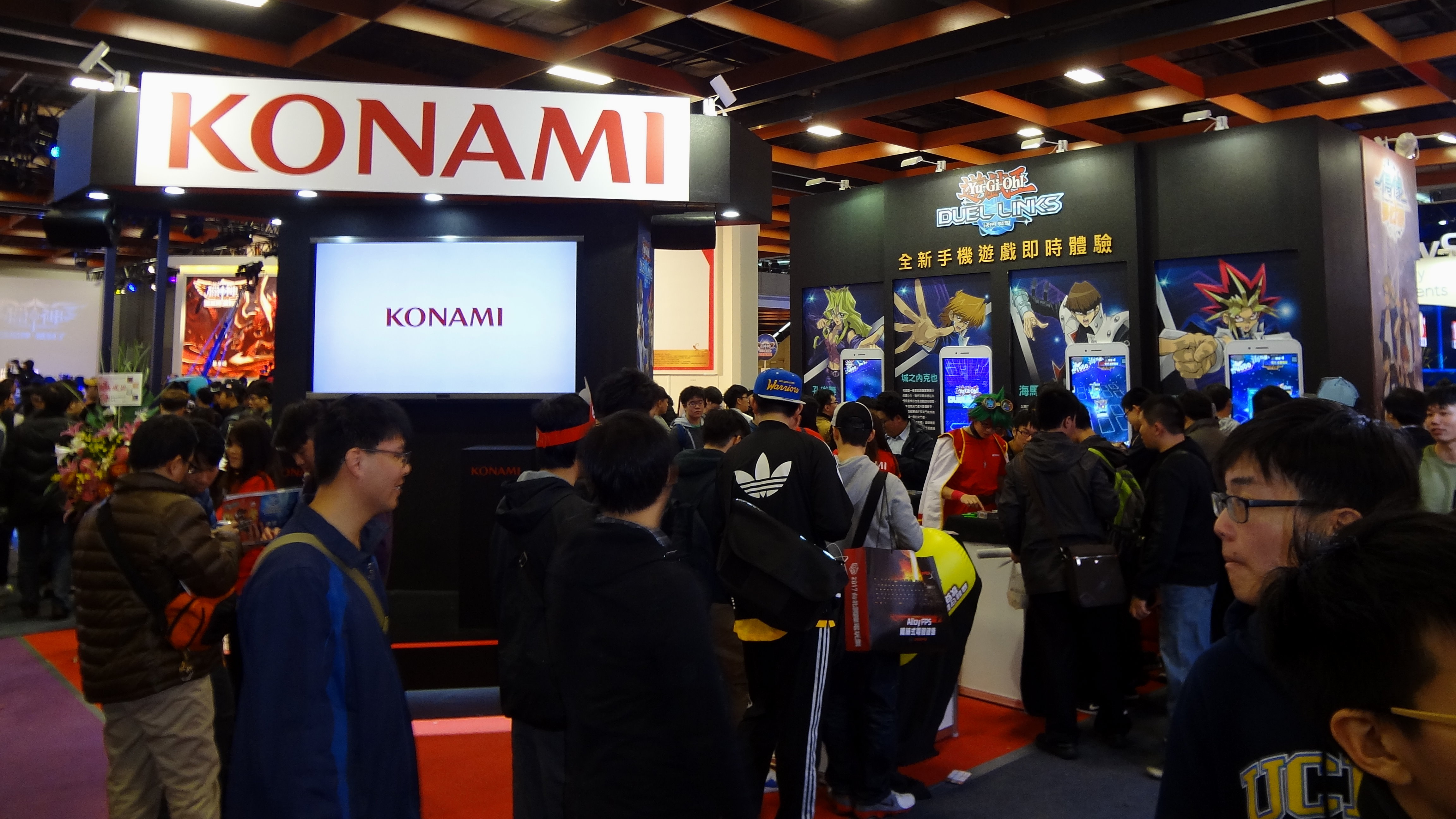
Gian hàng Konami Digital Entertainment tại Taipei Game Show 2017

### Nhật Bản
- Konami Holdings Corporation[28][29]
- Konami Digital Entertainment Co., Ltd.
- Konami Sports & Life Co., Ltd.
- Konami Amusement Co., Ltd.
- Konami Real Estate, Inc.
- KPE, Inc.
- Konami Manufacturing and Service, Inc.
- Konami Facility Service, Inc.
- KME Co., Ltd.
- Takasago Electric Industry Co., Ltd.
- Digital Golf, Inc: Ngày 20 tháng 1 năm 2011, Konami Corporation thông báo mua lại Digital Golf thông qua sàn giao dịch cổ phiếu. Digital Golf sẽ trở thành một công ty con thuộc sở hữu hoàn toàn của Konami. Trao đổi có hiệu lực vào ngày 1 tháng 3 năm 2011.[30]
- Internet Revolution, Inc.
- Biz Share Corporation
- Combi Wellness Corporation
- The Club tại Yebisu Garden Co., Ltd.

### Úc
- Konami Australia Pty Ltd (thành lập năm 1996)

### Mỹ

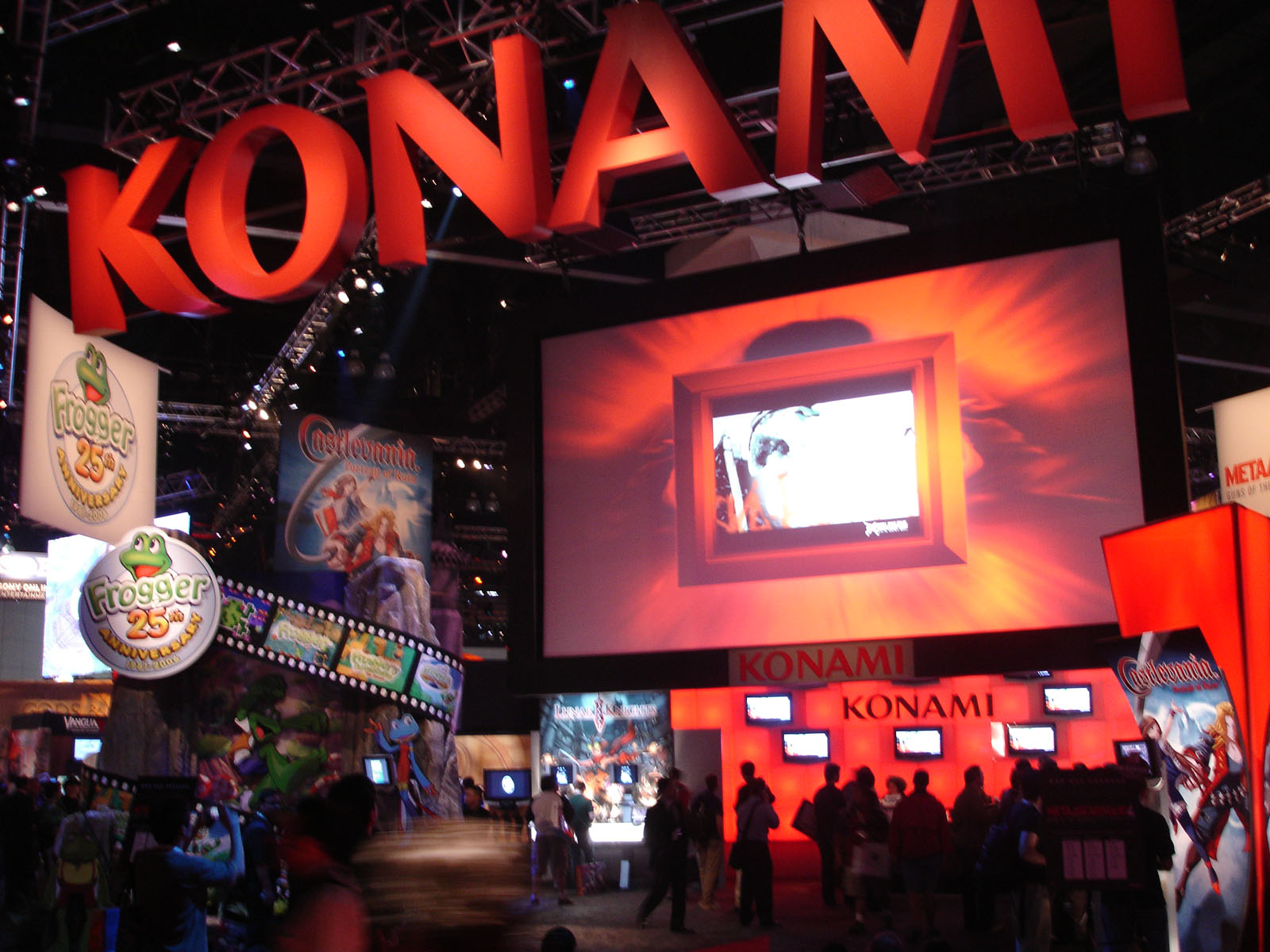
Gian hàng Konami America tại E3 2006

- Konami Corporation of America: Công ty cổ phần hiện tại có trụ sở tại Mỹ.
- Konami Digital Entertainment, Inc: trước đây là Konami of America Inc., Konami Corporation of America. Ngày 13 tháng 10 năm 2003, tập đoàn Konami của Redwood City, California thông báo họ sẽ mở rộng hoạt động sang El Segundo, California dưới tên mới Konami Digital Entertainment, Inc. Các hoạt động của Redwood City đã được hợp nhất thành El Segundo năm 2007.[31]
  - Konami Gaming, Inc. ở Paradise, Nevada.
  - Konami Cross Media NY

### Châu Âu
- Konami Digital Entertainment B.V.: Công ty cổ phần hiện tại có trụ sở tại Châu Âu.
- Konami Digital Entertainment GmbH: Công ty mẹ cũ ở Châu Âu, trước đây là Konami Limited, Konami Corporation of Europe B.V. Ngày 31 tháng 3 năm 2003, Konami của Châu Âu thông báo sẽ đổi tên thành Konami Digital Entertainment GmbH vào đầu năm tài chính mới của Konami, vào ngày 1 tháng 4 năm 2003.[32]

### Châu Á
- Konami Digital Entertainment Limited (科 樂 美 數碼 娛樂 有限公司): Được thành lập vào tháng 9 năm 1994 với tên gọi Konami (Hong Kong) Limited. Bộ phận Hàn Quốc và Singapore được thành lập vào tháng 10 năm 2000. Vào tháng 6 năm 2001, công ty đổi tên thành Konami Marketing (Asia) Ltd. (科 樂 美 行銷 (亞洲) 有限公司). Vào tháng 3 năm 2006, công ty được đổi tên thành Konami Digital Entertainment Limited.[33][34]
- Konami Software Shanghai, Inc. (科乐美软件（上海）有限公司): Thành lập tháng 6 năm 2000.[35]
- Konami Digital Entertainment Co. (주식회사 코나미 디지털 엔터테인먼트): Hàn Quốc - nhà sản xuất và phân phối trò chơi có trụ sở, ban đầu được thành lập với tư cách là chi nhánh Hàn Quốc của Konami Digital Entertainment Limited. Vào ngày 1 tháng 5 năm 2008, nó trở thành một công ty riêng biệt và kế thừa các hoạt động hiện có của chi nhánh Hàn Quốc cũ vào tháng 6 năm 2008[36].

Ngày 7 tháng 11 năm 2005, Konami Corporation chính thức công bố tái cấu trúc Konami Corporation thành công ty cổ phần, bằng cách chuyển đổi Japanese Digital Entertainment Business trực thuộcKonami Corporation. Digital Entertainment Business sẽ trở thành Konami Digital Entertainment Co., Ltd. Konami Corporation mới thành lập bắt đầu hoạt động vào ngày 31 tháng 3 năm 2006.

### Konami Digital Entertainment

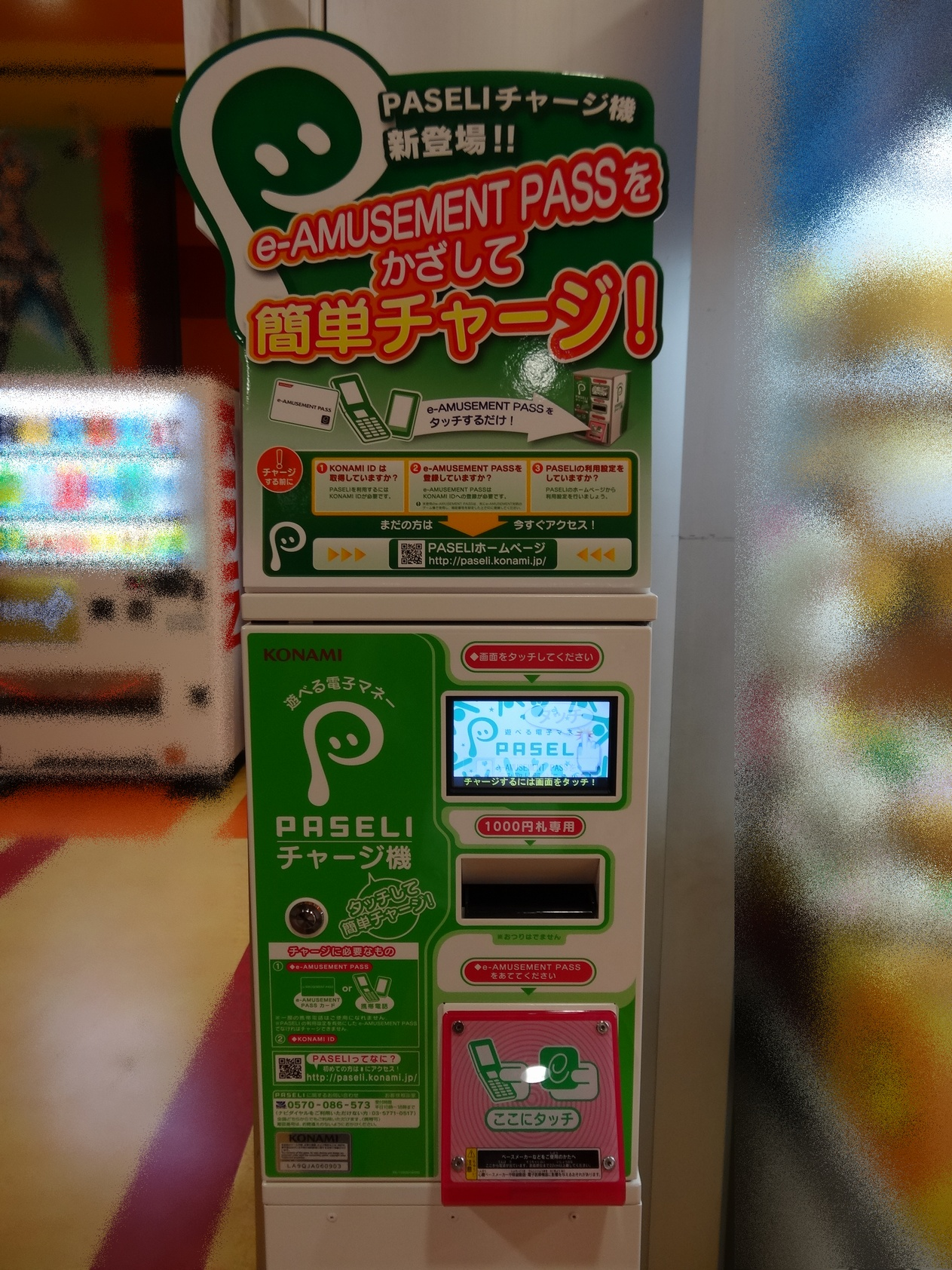
Paseli Charger. Paseli (パセリ) là một loại Tiền điện tử do Konami Amusement ra mắt năm 2010.

Konami Digital Entertainment Co., Ltd. (株式会社コナミデジタルエンタテインメント Kabushiki-gaisha Konami Dejitaru Entateinmento) là bộ phận phát triển và phát hành trò chơi điện tử của Nhật Bản thành lập ngày 31 tháng 3 năm 2006. Công ty mua lại Hudson Soft. Trước khi Konami Corporation chính thức đổi thành công ty mẹ năm 2006, nhiều hình thức của Konami Digital Entertainment đã được thành lập trở thành công ty cổ phần hoặc nhà sản xuất. Công ty cuối cùng Konami Digital Entertainment Co., Ltd., được tách ra từ Konami Corporation trong quá trình tái cấu trúc công ty cổ phần.

#### Công ty con
- Konami Digital Entertainment Co, Ltd.: nhánh Japan, thành lập ngày 31 tháng 3 năm 2003.
- Konami Digital Entertainment, Inc: nhánh North American, thành lập ngày 13 tháng 10 năm 2003.
- Konami Digital Entertainment GmbH: Nhánh European, thành lập ngày 1 tháng 4 năm 2003.
- Konami Digital Entertainment Limited: Nhánh Hong Kong, thành lập vào tháng 9 năm 1994 với tư cách là Konami (Hong Kong) Limited. Vào tháng 3 năm 2006 đổi tên thành Konami Digital Entertainment Limited.
- KME Co., Ltd (KME Corporation): Nhánh âm nhạc thành lập ngày 1 tháng 10 năm[40]

### Công ty con cũ
Konami Computer Entertainment Nagoya, Inc (KCEN), được thành lập ngày 1 tháng 10 năm 1996, giải thể cùng với Konami Computer Entertainment Kobe, Inc. (KCEK) vào tháng 12 năm 2002.
Ngày 16 tháng 12 năm 2004, Konami Corporation công bố Konami Online, Inc., Konami Computer Entertainment Studios, Inc., Konami Computer Entertainment Tokyo, Inc., Konami Computer Entertainment Japan, Inc. hợp nhất vào Konami Corporation, có hiệu lực từ ngày 1 tháng 3 năm 2005.
Ngày 22 tháng 2 năm 2005, Konami Corporation công bố Konami Media Entertainment, Inc. hợp nhất vào Konami Corporation, có hiệu lực từ ngày 1 tháng 3 năm 2005. Ngày 11 tháng 3 năm 2005, Konami Corporation công bố Konami Traumer, Inc. hợp nhất trở lại Konami Copporation, hiệu lực vào ngày 1 tháng 6 năm 2005.
Ngày 5 tháng 1 năm 2006, Konami Corporation thông báo việc sáp nhập Konami Sports Corporation với công ty mẹ, Konami Sports Life Corporation. Công ty mẹ bị giải thể sau khi sáp nhập, và Konami Sports sẽ trở thành công ty con của Konami Corporation sau khi trao đổi cổ phiếu giữa KC và KS. KS sẽ được đổi tên thành Konami Sports & Life Co.,Ltd. Ngày 28 tháng 2 năm 2006, Konami Sports Corporation sáp nhập với công ty mẹ, Konami Sports Life Corporation, và trở thành Konami Sports Corporation.
Ngày 21 tháng 9 năm 2010, Konami Corporation thông báo đã ký thỏa thuận mua lại Abilit Corporation thông qua trao đổi cổ phiếu. Abilit trở thành công ty con của Konami Corporation, bắt đầu từ ngày 1 tháng 1 năm 2011. Cùng ngày đó, Abilit Corporation  đổi tên thành Takasago Electric Industry Co.,Ltd. Là một phần của việc mua lại, Biz Share Corporation cũng trở thành một công ty con của Konami Corporation.

#### Megacyber Corporation
Ngày 2 tháng 10 năm 2006, Konami Corporation thông báo họ đã hoàn thành việc mua lại nhà phát triển nội dung trên điện thoại di động Megacyber Corporation.
Ngày 6 tháng 2 năm 2007, Konami Corporation công bố Megacyber Corporation sáp nhập vào Konami Digital Entertainment Co., Ltd., có hiệu lực từ ngày 1 tháng 4 năm 2007.

## Trò chơi điện tử

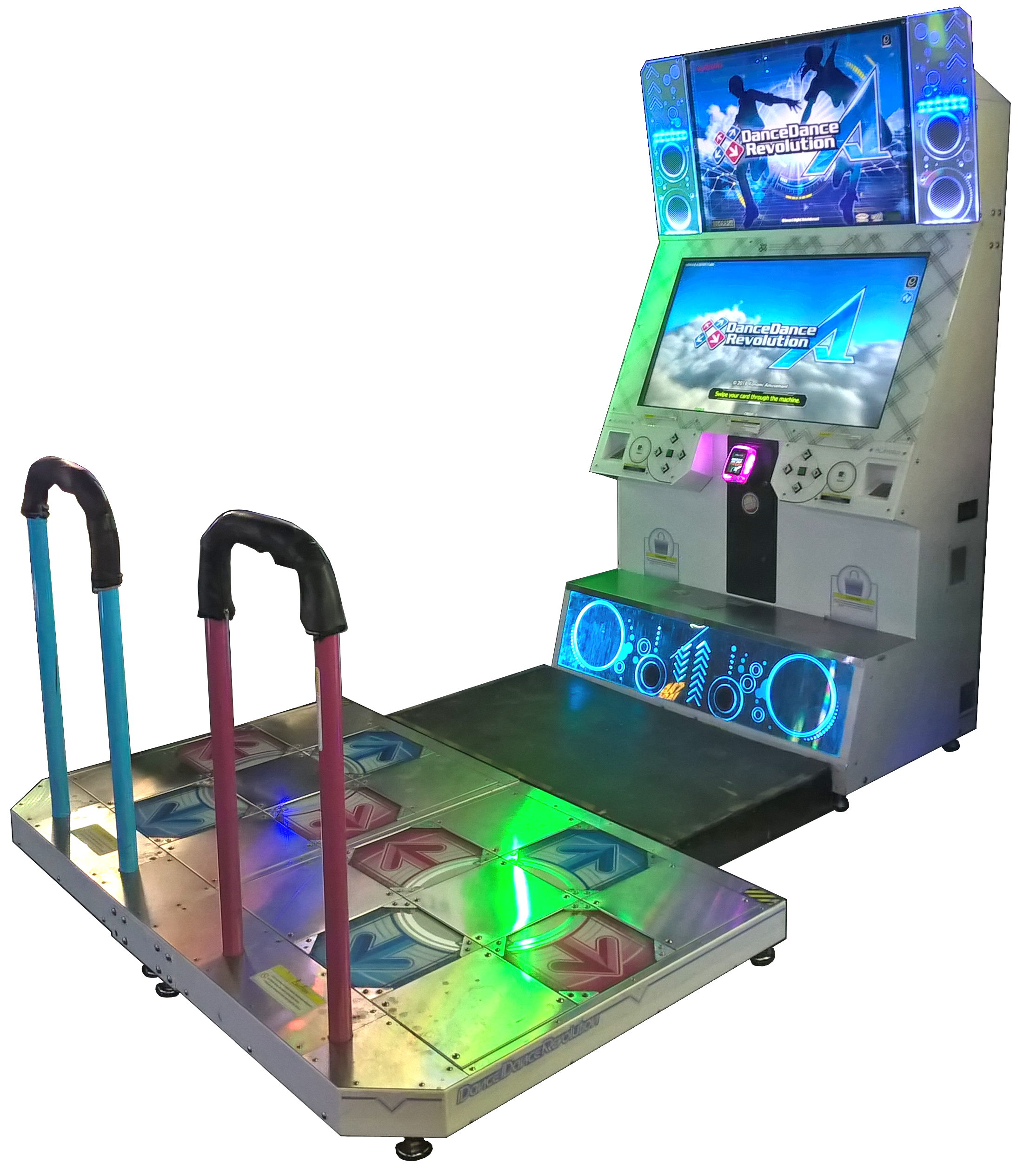
Một máy Dance Dance Revolution.

Các tựa trò chơi chính của Konami bao gồm loạt ma cà rồng-đi cảnh màn hình ngang Castlevania, loạt kinh dị sống còn Silent Hill, loạt hành động / bắn súng Contra, loạt phiêu lưu Ganbare Goemon, loạt phim phiêu lưu đi cảnh Rocket Knight Adventures, loạt hành động gián điệp Metal Gear, loạt nhập vai Suikoden, loạt âm nhạc theo nhịp điệu của Bemani (bao gồm Dance Dance Revolution, Beatmania IIDX, GuitarFreaks, DrumMania, và Pop'n Music),  Dancing with the Stars, mô phỏng hẹn hò Tokimeki Memorial và mô phỏng bóng đá Pro Evolution Soccer.
Konami produced its arcade games such as Gradius, Life Force, Time Pilot, Gyruss, Parodius, Axelay, and TwinBee. Konami's games based on cartoon licenses, especially the Batman: The Animated Series, Teenage Mutant Ninja Turtles, Tiny Toon Adventures and Animaniacs series, but other American productions like The Simpsons, Bucky O'Hare, G.I. Joe, X-Men and The Goonies and French comic Asterix tất cả đều đã được Konami phát hành vào một thời điểm nào đó trong quá khứ hoặc trên các trò chơi điện tử và/hoặc máy chơi trò chơi điện tử.
Một số thương hiệu mang phong cách điện ảnh từ Konami là trò chơi kinh dị sống còn Silent Hill, và Metal Gear. Một thương hiệu thành công khác là Winning Eleven, phần tiếp theo kinh điển của International Superstar Soccer. Ở Nhật Bản các loạt nổi tiếng gồm trò chơi bóng chày Jikkyō Powerful Pro Yakyū và Zone of the Enders. Công ty gần đây cũng đã chọn Saw từ Brash Entertainment khi sản phẩm đã bị tạm ngưng do các vấn đề về tài chính.
Konami cũng được biết đến với mã ăn gian kinh điển, mã Konami, mà theo truyền thống là sẽ cung cấp sức mạnh nào đó trong các trò chơi của hãng.

## Phát hành phim
Năm 2006, Konami bắt đầu sản xuất phim dựa trên các thương hiệu nổi tiếng. Konami phát hành phim Silent Hill (2006) và thông báo sẽ sản xuất một bộ phim cho Metal Gear Solid.

## Máy tính cá nhân
Năm 2020, Konami ra mắt thương hiệu máy tính chuyên chơi trò chơi ở Nhật Bản gọi là Arespear, bao gồm máy tính để bàn, bàn phím và tai nghe (thương hiệu cuối cùng được thiết kế với sự hợp tác của các nhạc sĩ Bemani của Konami).

## Phê bình và tranh cãi

### Silent Hills và giảm việc phát triển trò chơi điện tử
Silent Hills, là phần thứ chín của loạt Silent Hill, đã đột ngột bị hủy vào tháng 4 năm 2015 mà không có lời giải thích nào, mặc dù được vô số khen ngợi và thành công sau khi công bố P.T., một đoạn giới thiệu ngắn có thể chơi được. Vài giờ sau khi ra thông báo, Konami đã tự xóa khỏi New York Stock Exchange.
Đồng giám đốc và biên kịch Guillermo del Toro công khai chỉ trích việc hủy bỏ, và đặt câu hỏi về những gì ông mô tả như một phương pháp "đốt sạch phá sạch" để nhằm loại bỏ đoạn giới thiệu. Theo kinh nghiệm, del Toro nhấn mạnh ông sẽ không bao giờ làm việc với một công ty trò chơi điện tử nào khác.
CEO của Konami Digital Entertainment, Hayakawa Hideki, đã thông báo - với một số ngoại lệ - Konami sẽ ngừng tạo ra các trò chơi trên hệ máy chơi trò chơi điện tử tại gia và thay vào đó tập trung vào nền tảng di động; một quyết định bị cộng đồng trò chơi điện tử trên máy chỉ trích nặng nề. Tuy nhiên, quản lý cộng đồng của Konami UK, Graham Day, đã phủ nhận những tuyên bố nói hãng đã từ bỏ hẳn ngành công nghiệp máy chơi trò chơi điện tử tại gia.

### Kojima Productions
Vào ngày 3 tháng 3 năm 2015, Konami thông báo họ sẽ chuyển trọng tâm ra khỏi các xưởng riêng lẻ, đặc biệt là Kojima Productions. Các nguồn nội bộ cho rằng việc tái cơ cấu là do một cuộc đụng độ giữa Kojima Hideo và Konami. Dựa trên việc Kojima Hideo bị loại khỏi tài liệu tiếp thị, và vị trí của Kojima với tư cách Phó Chủ tịch điều hành của Konami Digital Entertainment đã bị xóa khỏi danh sách chính thức của công ty..
Cuối năm đó, bộ phận pháp lý của Konami đã ngăn cản Kojima Hideo nhận giải Trò chơi Hành động-Phiêu lưu hay nhất cho cống hiến của ông trên Metal Gear Solid V: The Phantom Pain tại The Game Awards 2015. Khi được công bố trong sự kiện này, khán giả đã la ó vì không chấp thuận hành động của Konami. Chủ trì sự kiện Geoff Keighley bày tỏ sự thất vọng trong hành động của Konami. Sau khi diễn viên Kiefer Sutherland chấp nhận giải thưởng thay thế cho Kojima, dàn hợp xướng đã tự chơi bản nhạc "Quiet`s Theme" trích từ The Phantom Pain để tưởng nhớ đến việc Kojima bị vắng mặt.  Kojima rời Konami vài ngày sau đó, mở lại Kojima Productions như một công ty độc lập.

### Đối xử với nhân viên và cựu nhân viên
Vào tháng 8 năm 2015, The Nikkei chỉ trích Konami vì sự đối xử phi đạo đức của họ đối với nhân viên. Vào tháng 6 năm 2017, The Nikkei tiếp tục báo cáo về những vụ đụng độ của Konami với Kojima Productions, ngăn cản đơn yêu cầu bảo hiểm y tế, cũng như hành động của Konami khiến cho các nhân viên cũ gặp khó khăn khi kiếm việc làm trong tương lai; đặc biệt là họ bị cấm đề cập đến công việc của họ ở Konami trong lý lịch của họ Konami cũng bắt đầu gửi đơn khiếu nại chống lại các công ty trò chơi khác có dự định thuê nhân viên cũ của Konami, dẫn đến việc một công ty trò chơi lớn không xác định cảnh báo nhân viên của mình không nên làm như vậy. Một cựu nhân viên của Konami cho biết: "Nếu một người cũ [nhân viên của Konami] được giới truyền thông phỏng vấn, công ty sẽ gửi cho người đó một lá thư thông qua đại diện hợp pháp, trong một số trường hợp cho thấy Konami sẵn sàng đưa họ ra tòa"; họ cũng gây áp lực buộc một nhân viên cũ phải đóng cửa doanh nghiệp mới của họ.